# Sardigliano
Sardigliano (piemontiul: Sandijan) település Olaszországban, Piemont régióban, Alessandria megyében. Lakosainak száma 380 fő (2023. január 1.). Sardigliano Borghetto di Borbera, Garbagna, Sant’Agata Fossili, Cassano Spinola, Castellania, Gavazzana és Stazzano községekkel határos.

## Népesség
A település lakossága az elmúlt években az alábbi módon változott:
| Lakosok száma | 402  | 406  | 380  |
|               | 2017 | 2018 | 2023 |